# Службова особа
Службова особа — (відповідно до ст. 18 ККУ) До службових осіб належать керівники установ, міністерств, відомств та особи, які користуються правом наймати і звільняти працівників, а також особи, які постійно чи тимчасово здійснюють функції представників влади, обіймають посади, пов'язані з виконанням організаційно-розпорядчих чи адміністративно-господарських обов'язків в установах і організаціях.
Службовими особами є особи, які постійно, тимчасово чи за спеціальним повноваженням здійснюють функції представників влади чи місцевого самоврядування, а також обіймають в органах державної влади, органах місцевого самоврядування, на державних чи комунальних підприємствах, в установах чи організаціях посади, пов'язані з виконанням організаційно-розпорядчих чи адміністративно-господарських функцій, або виконують такі функції за спеціальним повноваженням. Службовими особами також визнаються посадові особи іноземних держав, а також іноземні третейські судді, особи, уповноважені вирішувати цивільні, комерційні або трудові спори в іноземних державах у порядку, альтернативному судовому, посадові особи міжнародних організацій, члени міжнародних парламентських асамблей, учасником яких є Україна, та судді і посадові особи міжнародних судів.